# Он (грузинська літера)
Он (ონ, [on]) — чотирнадцята літера грузинської абетки. Вимовляється як українська [ о ] (МФА /ɔ/). За міжнародним стандартом ISO 9984 транслітерується як o.

## Історія
| Асомтаврулі | Нусхурі | Мхедрулі |
| ----------- | ------- | -------- |
|             |         |          |

## Юнікод
- Ⴍ : U+10AD
- ო : U+10DD